# Veronica calycina
Veronica calycina är en grobladsväxtart som beskrevs av Robert Brown. Veronica calycina ingår i släktet veronikor, och familjen grobladsväxter. Inga underarter finns listade i Catalogue of Life.